# Малий Нераєць
Малий Нераєць (словен. Mali Nerajec) — поселення в общині Чрномель, Південно-Східна Словенія, Словенія. Висота над рівнем моря: 157,2 м.